# Paola del Medico
Paola del Medico (San Galo, Suiza, 5 de octubre de 1950) es una cantante suiza.
Nacida en el Cantón de San Galo, canta en alemán y en francés. Representó a Suiza en el Festival de la Canción de Eurovisión 1969, con la canción Bonjour, bonjour, donde obtuvo el quinto puesto. Más tarde, en la edición de 1980, representó nuevamente a Suiza, con la canción Cinéma, finalizando en cuarto lugar.
Paola es viuda de Kurt Félix, famoso presentador suizo de televisión, fallecido el 16 de mayo de 2012 debido a una larga enfermedad.

## Discografía

### Álbumes
- 1970: Die grossen Erfolge
- 1974: Paola
- 1978: Blue Bayou
- 1980: Lieder die ich liebe
- 1981: Ihre größten Erfolge
- 1981: Frohe Weihnachten mit Paola und den Trixis
- 1983: Rosafarben
- 1988: Kinderlieder-Hitparade mit Paola und den Sonnenschein-Kindern
- 1989: Meine Lieder
- 2000: Paola am Blue Bayou
- 2001: Einfach das Beste
- 2001: So ist das Leben

### Sencillos
- Für alle Zeiten 1968
- Regentropfen 1968
- Bonjour, Bonjour 1969
- Stille Wasser die sind tief 1969
- So ist das Leben 1970
- Für uns beide (Green Green Trees) 1970
- Glück und Leid 1970
- Emporte-moi sur ton manège 1970
- So wie du 1971
- Überall ist Liebe 1971
- Lass die Liebe besteh'n 1972
- Es geht um dich - es geht um mich (I'm On My Way) 1972
- Ich tanz' nach deiner Pfeife (The Pied Piper) 1973
- Ich gestehe alles 1973
- Capri-Fischer 1974
- Addio, mein Napoli 1974
- Das Glück im Leben ist ein Schatz 1975
- Weisse Rosen aus Athen 1975
- Rendezvous um vier 1975
- Schade um den Mondenschein 1976
- Le livre blanc 1977
- Morgen bekommst du mehr von mir 1977
- Lonely blue boy 1977
- Blue Bayou 1978
- Ich bin kein Hampelmann (Substitute) 1978
- Vogel der Nacht 1979
- Wie du (Bright eyes) 1979
- Ich sehe Tränen wenn du lachst 1980
- Cinéma 1980
- Mit dir leben (Love me tender) 1980
- Der Teufel und der junge Mann 1980
- Liebe ist nicht nur ein Wort 1981
- Mein Geschenk für dich (Happy everything) 1981
- Wenn du heimkommst 1982
- Peter Pan 1982
- Ich hab in's Paradies gesehn (I've never been to me) 1982
- Träume mal schön von Hawaii 1983
- Bitte hilf mir heute nacht 1983
- Rosafarben (Sarà quel che sarà) 1983
- Engel brauchen Liebe 1984
- Die Nacht der Nächte 1984
- Mode 1985
- Wahrheit & Liebe 1985
- Am Anfang einer neuen Liebe 1986
- Die Männer im allgemeinen 1987
- Rose der Nacht 1989
- Lachen oder weinen 1989
- Yes Sir, I Can Boogie (inglés) 1990
- Danke, dass es dich gibt 2000
- Die letzte Nacht mit dir 2000
- Santa Riva 2000
- Wo ist das Land (Dueto con Michael von der Heide) 2016